# 초평초등학교
초평초등학교는 대한민국 충청북도 진천군 초평면 금곡리에 있는 초등학교이다.

## 학교 연혁
- 1923년 4월 1일 초평공립보통학교(4년제) 개교설립인가 3월 19일
- 1926년 4월 1일 6년제 인가
- 1938년 4월 1일 초평공립심상소학교로 개칭
- 1941년 4월 1일 초평공립국민학교로 개칭
- 1981년 3월 1일 병설유치원 개원
- 1988년 3월 1일 특수학급 인가
- 1996년 3월 1일 초평초등학교로 교명 변경
- 2019년 3월 1일 제27대 박순권 교장 부임
- 2021년 2월 5일 초평초등학교 제 95회 졸업(졸업생 총수 4,566명)
- 2021년 3월 1일 7학급 편성(특수 1학급 포함)

## 참고 자료
- 초평초등학교 - 한국교육학술정보원 학교알리미